# Comuna Stolînski Smolearî, Liuboml
Stolînski Smolearî (în ucraineană Столинські Смоляри) este o comună în raionul Liuboml, regiunea Volînia, Ucraina, formată din satele Budnîkî, Horohovîșce, Rohovi Smolearî și Stolînski Smolearî (reședința).

## Demografie
Componența lingvistică a satului Stolînski Smolearî
     Ucraineană (99,52%)
     Alte limbi (0,48%)
Conform recensământului din 2001, majoritatea populației satului Stolînski Smolearî era vorbitoare de ucraineană (99,52%), existând în minoritate și vorbitori de alte limbi.